# 230 v. Chr.
Portal Geschichte | Portal Biografien | Aktuelle Ereignisse | Jahreskalender | Tagesartikel

◄ |
4. Jahrhundert v. Chr. |
3. Jahrhundert v. Chr. |
2. Jahrhundert v. Chr. |
►

◄ | 250er v. Chr. | 240er v. Chr. | 230er v. Chr. | 220er v. Chr. |
210er v. Chr. |
►

◄◄ | ◄ | 233 v. Chr. | 232 v. Chr. | 231 v. Chr. | 230 v. Chr. |
229 v. Chr. |
228 v. Chr. |
227 v. Chr. |
► |
►►
Staatsoberhäupter

## Ereignisse

### Politik und Weltgeschehen

#### Östliches Mittelmeer

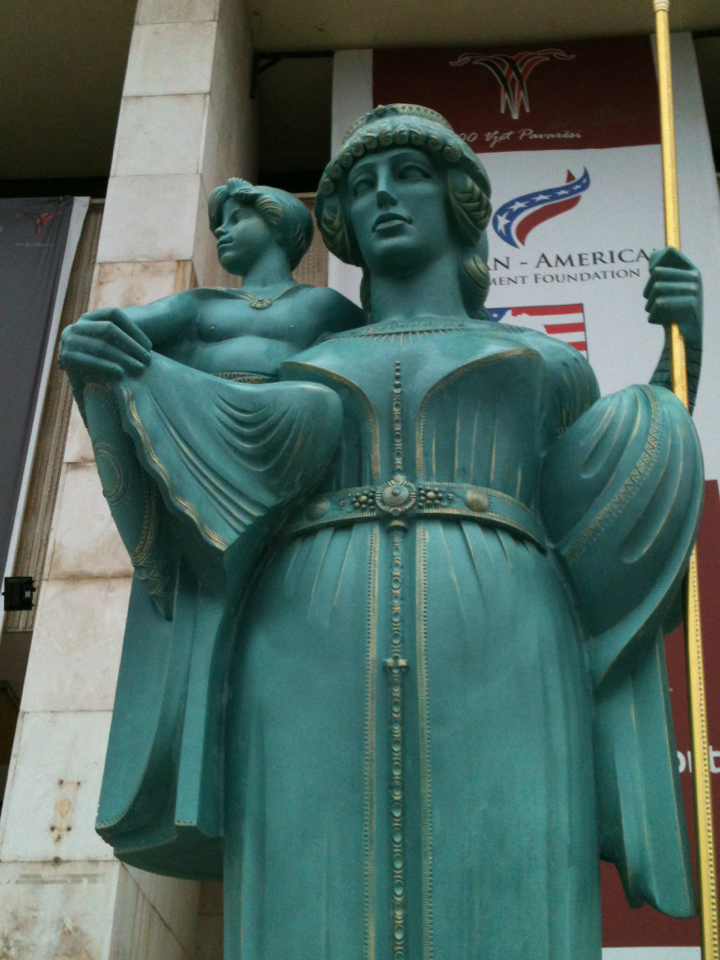
Fiktive Darstellung Teutas mit ihrem Stiefsohn Pinnes in der albanischen Hauptstadt Tirana

- Die illyrische Königin Teuta attackiert die griechischen Städte Epidamnos und Phoinike sowie die Insel Korfu. Da auch römische Kaufleute von den Überfällen betroffen sind, fordert Rom Teuta auf, die Angriffe an der Adria einzustellen.
- Einfall der Dardaner nach Makedonien.
- um 230 v. Chr.: Die Stämme der Bastarnen und Skiren tauchen an der Schwarzmeerküste auf und belagern die griechische Kolonie Olbia.

#### Asien
- Der chinesische Staat Qin unter Qin Shihuangdi erobert den Staat Han und leitet damit eine Serie von Kriegen ein, die zur Einigung Chinas unter der Herrschaft Qins führen.

- um 230 v. Chr.: In Mittelindien löst sich das Reich der Shatavahana vom Maurya-Reich.

### Kultur

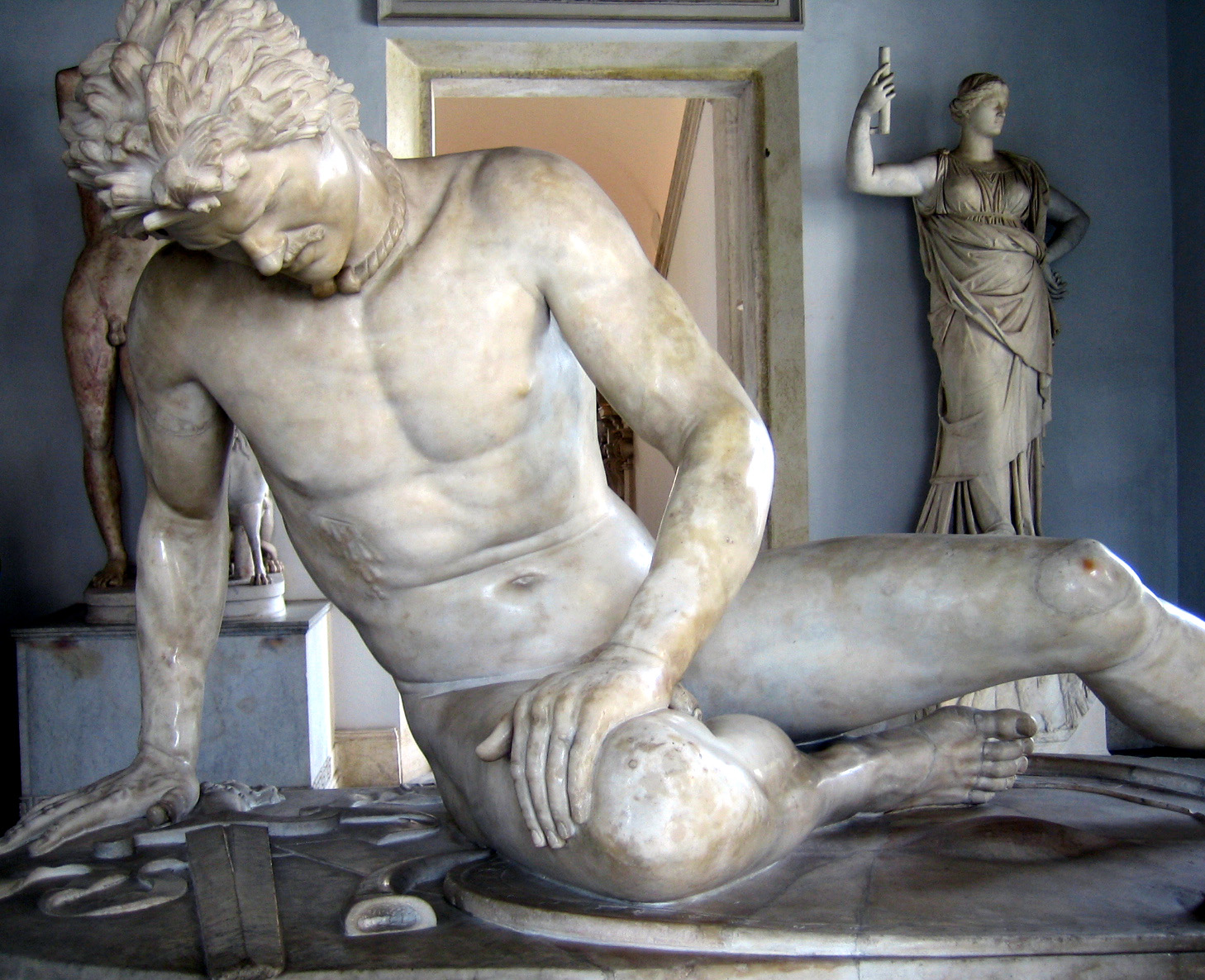
Der Sterbende Gallier

- 230/220 v. Chr.: Am Hof von Pergamon entsteht die Statue des Sterbenden Galliers.

### Natur und Umwelt
- 5. Mai: Totale Sonnenfinsternis in Karthago und Mittelitalien

## Geboren
- Qin Er Shi, Kaiser von China († 207 v. Chr.)

- um 230 v. Chr.: Titus Quinctius Flamininus, römischer Politiker und Feldherr († 174 v. Chr.)

## Gestorben
- Adherbal, karthagischer Admiral

- 231/230 v. Chr.: Agron, illyrischer König

- um 230 v. Chr.: Aristarchos von Samos, griechischer Astronom und Mathematiker (* um 310 v. Chr.)
- um 230 v. Chr.: Timon von Phleius, griechischer Philosoph und Dichter (* um 320 v. Chr.)